# Azhar Egyetem
Az Azhar Egyetem (arabul Dzsamaa al-Azhar, sokszor al-Azhar As-saríf (الأزهر الشريف „A nemes Azhar”) az iszlám világ egyik legfontosabb felsőoktatási intézménye Kairóban. 
Egy mecsethez kapcsolódik, és Fátima az-Zahra, Mohamed próféta lányának tiszteletére nevezték el építtetői, az Egyiptomot 969-ben elfoglaló Fátimidák, akik magukat Fátimától, Mohamed próféta lányától eredeztették. Nyomban hozzá is fogtak az építkezéshez, és 971-re elkészült a híres egyetem.
A mecset nagyimámja jelenleg (kalifa hiányában) a szunnita iszlám legmagasabb rangú vallási vezetője.

## Híres hallgatói
1923 és 1927 között édesapjához hasonlóan az egyetem diákja volt Hasszán al-Banna, a Muszlim Testvériség nevű iszlám szervezet alapítója.

## Magyar vonatkozások
Az Azhar Egyetem első magyar diákja, s egyben első nem-muszlim hallgatója Goldziher Ignác volt.
1903-tól két évig itt folytatott mohamedán teológiai tanulmányokat Antalffy Endre marosvásárhelyi orientalista.
Ennek az egyetemnek volt hallgatója Germanus Gyula (Abdul Karim) 1935-ös mekkai zarándoklata előtt. Az Al-Azhari élményeit és a zarándoklatot Allah Akbar című könyvében írja le.
Az 1980-as években itt tanult Mihálffy Balázs, a Kegyes Korán egyik magyar fordítója, aki egyben a Magyar Iszlám Közösség alapítója is volt.